# Ibis (hotell)

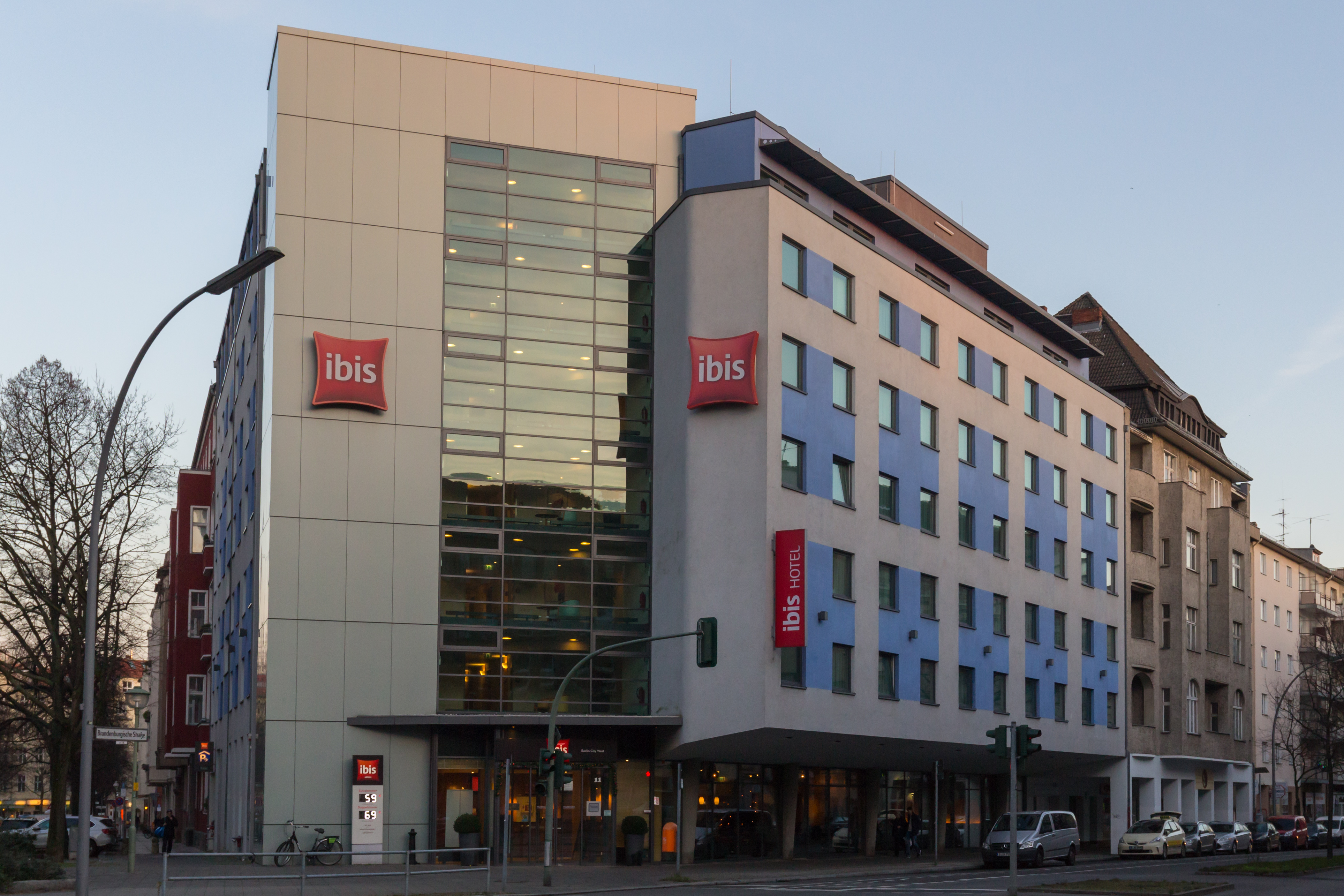
ibishotell i Berlin-Wilmersdorf, 2015.

Ibis, i marknadsföringen skrivet ibis, är ett av AccorHotels-koncernens ekonomihotellvarumärke med basservice och dygnet-runt-öppen reception som 2021 finns i 67 länder och med 1 233 hotell.
Det finns tre typer av ibis-hotell, ibis, ibis Budget (f.d. formule 1 och etap hotel) och ibis Styles (f.d. all seasons hotel). Den 21 januari 2014 öppnade kedjans 1000:e hotell i Surabaya, Indonesien. Det första ibis-hotellet någonsin öppnade 1974 i Bordeaux. I Sverige finns (2022) två stycken ibishotell: ibis Stockholm Odenplan och ibis Stockholm Spånga.